# Маки Гото
Маки Гото (на японски: 後藤真希, Gotō Maki, родена на 23 септември 1985 в Едогава, Токио, Япония) е японска певица и актриса.

## Биография
През 1999 г., едва тринадесет годишна, Маки Гото е единствената избрана да се присъедини към групата Morning Musume като част от т.нар. трето поколение вокалистки. Първия сингъл с нейно участие „LOVE Machine“ достига първа позиция в класациите и се продава в над един милион копия. Паралелно с това през 2001 г. тя започва соло кариера и се включва към подгрупата Pucchi Moni. До „дипломирането“ и от Morning Musume тя е водещ вокал в много от песните им. След това продължава със соловата си кариера, както и с участия в някои от временните формации в Hello! Project като Gomattou, Nochiura Natsumi, DEF.DIVA и Morning Musume Tanjō 10 Nen Kinentai.
Маки Гото се снима и в няколко сериала, като „Yan Papa“ и „Yoshitsune“.
На 20 октомври 2007 Юки Гото, брат на Маки Гото и бивш член на поп групата EE Jump, е арестуван и обвинен в кражба на кабели от строителен обект в Токио. На 28 октомври, по време на последния концерт от есенния и тур, Маки Гото обявява, че ще напусне Hello! Project. Като причини за напускането се споменават творчески различия с UFA, преумора и здравословни проблеми, както и ареста на Юки Гото.
В края на март Маки заминава за Лос Анджелис, където взима уроци по пеене и танци. На 19 юни 2008 в пресата публикувана информация, че Маки Гото е подписала договор с Rhythm Zone, подразделение на музикалната компания Avex Trax.

## Дискография

### Сингли
- Ai no Bakayarō (2001)
- Afurechau...BE IN LOVE (2001)
- Te wo Nigitte Arukitai (2002)
- Yaruki! IT'S EASY (2002)
- Sans Toi Ma Mie/Kimi to Itsumademo (2002)
- Uwasa no SEXY GUY (2003)
- Scramble (2003)
- Daite yo! PLEASE GO ON (2003)
- Genshoku GAL Hade ni Yukube! (2003)
- Sayonara no LOVE SONG (2004)
- Yokohama Shinkirō (2004)
- Sayonara „Tomodachi ni wa Naritakunai no“ (2004)
- Suppin to Namida (2005)
- Ima ni Kitto...In My LIFE (2006)
- GARASU no PANPUSU (2006)
- Some Boys! Touch (2006)
- Secret (2007)

### Албуми
- Makking Gold 1 (2003)
- 2 Paint It Gold (2004)
- 3rd Station (2005)
- Goto Maki Premium Best 1 (2005)
- How to use SEXY (2007)

## Филмография

### Сериали
- Mariya (2001)
- Yan Papa (2002)
- R.P.G. (2003)
- Yoshitsune (2005)
- Yubi (2006)

### Филми
- Pinchrunner (2000)
- Nama Tamago (2002)
- Seishun Bakachin Ryorijuku (2003)
- Koinu Dan no Monogatari (2003)

## Фотоалбуми

### Соло
- Goto Maki (2001)
- maki (2003)
- more maki (2003)
- PRISM (2004)
- Dear... (2005)
- FOXY FUNGO (2006)

### Концертни
- Goto Maki in Hello! Project 2003 Summer (2003)
- Goto Maki in Hello! Project 2004 Winter (2004)
- Maki Goto Photobook Concert Tour 2004 Spring (2004)
- Goto Maki in Hello! Project 2004 Summer (2004)

### Други
- Alo-Hello! Goto Maki (2004)
- 19992004―Goto Maki Chronicle 1999 – 2004 (2005)